# C/1980 E1 (Bowell)
C/1980 E1 (Bowell) ist ein Komet, der ab 1980 über einen Zeitraum von fast sieben Jahren mit Teleskopen beobachtet werden konnte. Der Komet erfuhr bei seinem Flug durch das Sonnensystem sehr starke Beeinflussungen durch die Anziehungskräfte der Planeten, so dass er das Sonnensystem auf einer ungewöhnlich stark hyperbolisch geformten Bahn verlassen wird.

## Entdeckung und Beobachtung
Der US-amerikanische Astronom E. L. G. Bowell vom Lowell-Observatorium in Arizona entdeckte diesen Kometen auf einer Fotoplatte, die am 13. März 1980 an einem 33-cm-Astrografen belichtet wurde. Zu diesem Zeitpunkt stand der Komet von der Erde aus gesehen sehr nahe bei Jupiter und seine Helligkeit lag bei etwa 16 mag. Bowell überprüfte seine Entdeckung erst mit weiteren Aufnahmen am 14. und 16. März, bevor er sie meldete. Mit demselben Teleskop war exakt 50 Jahre zuvor der Zwergplanet Pluto entdeckt worden.
Es wurde zunächst befürchtet, dass die Nähe zu Jupiter eine Bestimmung der Bahn des Kometen erschweren würde, aber Bowell fand den Kometen nachträglich auch auf einer Aufnahme, die bereits am 11. Februar gemacht worden war. Jetzt konnte eine vorläufige Bahnbestimmung durch Brian Marsden durchgeführt werden und es zeigte sich auch, dass der Komet nur in der Sichtlinie neben Jupiter stand, aber noch deutlich weiter entfernt von der Sonne war als dieser. Zum Zeitpunkt seiner Entdeckung war er nämlich noch 7,3 AE von der Sonne und 6,3 AE von der Erde entfernt und er war damit zu dieser Zeit der zweitentfernteste Komet bei seiner Entdeckung (nach C/1976 D2 (Schuster)). Auch seine Bahnneigung war geringer als die aller anderen Kometen mit einer parabel-nahen Bahn. Die Bahnbestimmung sagte aber auch voraus, dass der Komet im Dezember 1980 tatsächlich einen sehr nahen Vorbeigang am Jupiter erfahren würde.
Der Komet konnte fotografisch noch Anfang Juni am Kiso-Observatorium in Japan beobachtet werden, dann stand er für Beobachter auf der Erde zu nahe an der Sonne. Er wurde Mitte November von seinem Entdecker wieder aufgefunden und im Dezember auch wieder in Kiso und am Perth-Observatorium in Australien beobachtet.
Im Jahr 1981 wurde der Komet vielfach beobachtet von Observatorien auf der Süd- und auf der Nordhalbkugel, darunter das Lowell-Observatorium, das Mt John University Observatory in Neuseeland, das Yebes-Observatorium in Spanien, die argentinische Sternwarte El Leoncito, sowie von Amateurastronomen in Japan. Seine Helligkeit stieg dabei von 14 mag bis auf 12 mag im Oktober an, für den Rest des Jahres stand der Komet zu nahe an der Sonne und konnte nicht beobachtet werden.
Im Januar 1982 wurde der Komet in England wieder visuell durch ein Teleskop in der Morgendämmerung bei einer Helligkeit von 10,5 mag aufgefunden. In den folgenden Monaten schien die Helligkeit wieder abzunehmen, und als der Komet sich im März seinem Perihel näherte, lag sie nur noch bei 12 mag. Bis Ende August, als der Komet zuletzt gesehen wurde, blieb die Helligkeit im Bereich 10–12 mag. Mitte September konnten wieder fotografische Aufnahmen bei etwa 14 mag gemacht werden, aber der Komet wurde bis Ende des Jahres nur noch vereinzelt beobachtet.
Zu Beginn des Jahres 1983 stand der Komet wieder nahe bei der Sonne und er wurde erst im Juni am Chamberlin Observatory in Colorado wieder in der Morgendämmerung aufgefunden. Er wurde immer wieder von seinem Entdecker beobachtet, aber auch am Oak-Ridge-Observatorium in Massachusetts und am Kleť-Observatorium in Tschechien. Anfang Oktober war die Helligkeit bis auf etwa 17 mag gefallen.
Im Jahr 1984 wurde der Komet nur noch dreimal beobachtet, im Juli in Oak Ridge und im September am Lowell-Observatorium. Eine weitere Beobachtung in Oak Ridge am 19. Oktober stellte damals einen Rekord für einen nicht-periodischen Kometen dar, 56 Monate nach seiner Entdeckung und 8,8 AE von der Sonne entfernt.
Während der ersten Jahreshälfte 1985 war der Komet wieder zu nahe an der Sonne und erst Anfang November gelang eine Beobachtung am Kitt-Peak-Nationalobservatorium in Arizona, der eine weitere Anfang Dezember folgte. Der Komet hatte zu dieser Zeit nur noch eine Helligkeit von 21 mag. Zum letzten Mal wurde er schließlich am 29. und 30. Dezember 1986 in Kitt Peak beobachtet. Er war zu diesem Zeitpunkt bereits wieder 13,9 AE von der Sonne entfernt, was einen Rekord für die größte ausgehende Beobachtungsentfernung einstellte, der noch vom Kometen C/1927 E1 (Stearns) aus dem Frühjahr 1931 herrührte.
Von Oktober bis Anfang Dezember 1991 wurde noch dreimal mit dem 3,58-m-New Technology Telescope an der Europäischen Südsternwarte in Chile versucht, den Kometen an der jeweils berechneten Position bei einem Sonnenabstand von knapp 24 AE zu fotografieren. Dies war aber erfolglos, obwohl Objekte bis herab zu 27,5 mag in Reichweite waren. Aus den Beobachtungen konnte auf einen maximalen Radius des Kerns von 5,4 km geschlossen werden.

## Wissenschaftliche Auswertung
Bereits im April 1980 wurden bei einem Sonnenabstand von über 7 AE mit einem 2,1-m-Teleskop am Kitt-Peak-Nationalobservatorium ein Spektrum des Kometen gewonnen. Es zeigte keine Emissionslinien, aber die bereits ausgedehnte Koma deutete auf einen aktiven Kometen hin, dessen Koma aus festen Partikeln besteht.
Mit dem 1,5-m-Teleskop am Palomar-Observatorium in Kalifornien wurden von mehreren Kometen Spektrogramme im sichtbaren Licht aufgenommen, darunter zwischen Dezember 1980 und Mai 1981 auch Komet Bowell bei einem Sonnenabstand von etwa 5 AE. Im April 1981 wurden außerdem Beobachtungen am 5-m-Teleskop im Infraroten durchgeführt. Dabei wurden die Emissionslinien von C2 und NH2 identifiziert.
Mit dem International Ultraviolet Explorer (IUE) wurden ultraviolette Spektrogramme einer Vielzahl von Kometen, darunter Ende April 1981 auch eines von Komet Bowell, aufgenommen. Es zeigte bereits deutliche Emissionslinien von OH, was zuvor noch nie bei einem Kometen bei einem Sonnenabstand von 3,4 AE entdeckt worden war. Die Produktionsrate war bereits sehr hoch, bei dem ebenfalls nachgewiesenen CN war sie deutlich geringer.
Nachdem der Komet ein Jahr beobachtet wurde, analysierte Zdenek Sekanina das sich verändernde Erscheinungsbild der Koma und die Ausbildung des Kometenschweifs. Er stellt fest, dass der Schweif schon begonnen hatte, sich bei einem Sonnenabstand von 10–12 AE auszubilden und dass die ihn bildenden Staubteilchen sich nur mit einer geringen Geschwindigkeit von weniger als 1 m/s vom Kern entfernten. Dies könne nicht dadurch erklärt werden, dass ausgasende flüchtige Substanzen vom Kern die Staubteilchen mitgerissen haben, wie es bei anderen Kometen der Fall ist, sondern Sekanina vermutete, dass der Komet schon seit der Zeit seiner Entstehung von einer Wolke aus Staub und kleinen Partikeln umgeben war, was eine Aktivität des Kometenkerns nur vortäuscht. Er gab auch eine Abschätzung für die Masse dieser Teilchen und für die Lage der Rotationsachse des Kometen. Er empfahl, den Kometen bei seiner Annäherung an die Sonne weiter zu beobachten, um aus den Ergebnissen Argumente für oder gegen seine Theorie zu gewinnen.
Die weiteren Forschungen konzentrierten sich daher stark auf Beobachtungen der Kometenkoma. So wurden Beobachtungen des Kometen im sichtbaren und infraroten Licht hinsichtlich der Ausbreitungsgeschwindigkeit der festen Partikel in der Koma ausgewertet. Um Zusammenhänge zwischen den Eigenschaften von Kometen zu finden, wurden Staubfarben, Staubproduktionsraten und die Massenverhältnisse zwischen Staub und Gas bei sechs Kometen, darunter auch Komet Bowell, bestimmt. Staubreiche Kometen wie Komet Bowell zeigen gegenüber dem Sonnenlicht eine rötliche Farbe, allerdings kann sich auch hier die Farbe ins Blaue verändern, wenn sich das Massenverhältnis von Staub zu Gas verringert.
Während einer Fast-Bedeckung eines Sterns durch den Kometen konnte die Absorption des Sternenlichts durch die Kometenkoma gemessen werden. Daraus konnten Werte für die Masse der Koma und eine Abschätzung der sehr geringen Albedo der Staubkörner durchgeführt werden. Auch nach Durchlaufen des Perihels wurden im Juni 1982 photometrische Messungen durchgeführt, aus denen abgeleitet wurde, dass die Produktion von OH wahrscheinlich von großen schmutzigen Eiskörnern in der Kometenkoma ausging.
Beim Verlassen des Sonnensystems wurde der Komet bis zu einer Entfernung von 13,6 AE beobachtet. Er zeigte immer noch eine ausgedehnte Koma mit der gleichen geringen Ausdehnungsgeschwindigkeit wie im Perihel, allerdings sank die Komaproduktion deutlich ab bei einem Sonnenabstand von etwa 10 AE, dem gleichen Abstand wie die Produktion bei Annäherung an die Sonne begonnen hatte.

## Umlaufbahn
Für den Kometen konnte aus 187 Beobachtungsdaten über einen Zeitraum von fast sieben Jahren eine hyperbolische Umlaufbahn bestimmt werden, die um rund 2° gegen die Ekliptik geneigt ist. Die Bahn des Kometen liegt damit etwa in der gleichen Ebene wie die Bahnen der Planeten. Im sonnennächsten Punkt (Perihel), den der Komet am 12. März 1982 durchlaufen hat, war er noch etwa 503,2 Mio. km von der Sonne entfernt und befand sich damit im Bereich des Asteroidengürtels zwischen Mars und Jupiter. Da der Komet den Bereich der inneren Planeten nicht erreichte, gab es keine nennenswerten Annäherungen an diese. Den geringsten Abstand zur Erde erreichte er am 14. Juni 1982 mit etwa 371,0 Mio. km (2,48 AE).

Nahe Begegnungen von Komet Bowell (lila) mit Saturn (rot) und Jupiter (hellblau). Die Umlaufbahnen liegen nahezu in derselben Ebene

Durch die geringe Bahnneigung des Kometen gegen die Ekliptik kreuzte er sowohl auf dem eingehenden als auch auf dem ausgehenden Ast seiner Bahn die Umlaufbahnen aller äußeren Planeten in jeweils geringem Abstand, in den meisten Fällen waren die Planeten aber zu diesen Zeitpunkten auf ihren Bahnen weit entfernt. Als der Komet jedoch im Mai 1979 in geringem Abstand von etwa 14 Mio. km (0,093 AE) die Bahn des Saturn nach innen querte, hatte der Planet diese Stelle seiner Bahn nur 1 ¼ Jahre zuvor im Februar 1978 passiert, so dass sich die beiden Himmelskörper am 19. April 1979 bis auf etwa 2 ¾ AE Distanz nahe gekommen waren. An Jupiter gab es dann am 9. Dezember 1980 noch eine viel stärkere Annäherung bis auf etwa 34,2 Mio. km (0,23 AE). Denn als der Komet um den 4. Dezember 1980 die Jupiterbahn in etwa 1,9 Mio. km (0,013 AE) Abstand kreuzte, hatte der Planet diese Stelle seiner Bahn nur etwa 1 Monat zuvor um den 2. November passiert.
Nach den Bahnelementen, wie sie in der JPL Small-Body Database angegeben sind und die keine nicht-gravitativen Kräfte auf den Kometen berücksichtigen, hätte sich der Komet lange vor seiner Passage des inneren Sonnensystems noch auf einer elliptischen Bahn mit einer Exzentrizität von etwa 0,99992 und einer Großen Halbachse in der Größenordnung von 40.000 AE (ca. 0,6 Lichtjahre) bewegt, so dass seine Umlaufzeit bei etwa 8 Mio. Jahren lag. Der Ursprung des Kometen war damit in der Oortschen Wolke und er kam möglicherweise zum ersten Mal in Sonnennähe. Durch die Anziehungskraft der Planeten, insbesondere durch die relativ nahen Vorbeigänge am Saturn und am Jupiter, würde seine Bahnform zu einer Hyperbel mit einer außergewöhnlich großen Exzentrizität von etwa 1,05389 verändert, so dass er zukünftig das Sonnensystem in den interstellaren Raum verlässt.
Nachdem durch B. Marsden bereits kurz nach der Entdeckung des Kometen Bahnelemente berechnet wurden, die auf eine geringe Bahnneigung und eine ungewöhnlich nahe Begegnung mit Jupiter hindeuteten, zog der Komet das Interesse vieler Forscher auf sich, die seine Bahn studierten, neben Marsden auch I. Hasegawa, S. Nakano und S. Yabushita, sowie L. Buffoni, M. Scardia und A. Manara, die die Einflüsse der Planeten auf die Kometenbahn genau analysierten. Bei allen Berechnungen wurden aber keine nicht-gravitativen Kräfte auf den Kometen berücksichtigt, wodurch für die ursprüngliche Bahnform des Kometen teilweise elliptische, aber auch hyperbolische Charakteristiken erhalten wurden. Es wurde daher als möglich angesehen, dass der Komet einen interstellaren Ursprung haben könnte. Auch in den folgenden Jahren berechneten Marsden und Nakano bei Vorliegen neuer Beobachtungsdaten immer wieder verbesserte Bahnelemente.
R. Branham berechnete 2013 aus 203 Beobachtungen neue Bahnelemente für den Kometen. Obwohl auch er eine rein gravitative Berechnung durchführte, kam er zu dem Schluss, dass die Bahn des Kometen ursprünglich elliptisch war und erst beim Durchlaufen des inneren Sonnensystems hyperbolisch wurde.
In einer Untersuchung aus dem Jahr 2014 konnte M. Królikowska dann aber unter Verwendung der insgesamt 203 Beobachtungen des Kometen über einen Zeitraum von fast sieben Jahren zeigen, dass man die beste Übereinstimmung mit den beobachteten Positionen des Kometen erhält, wenn man auch nicht-gravitative Kräfte auf den Kometen berücksichtigt (ungeachtet seiner großen Periheldistanz) und sie gab einen Satz solcher Bahnelemente an. Außerdem bestimmte sie bessere Werte für die ursprüngliche und zukünftige Bahnform lange vor bzw. nach dem Durchgang durch das innere Sonnensystem. Sie erhielt als Ergebnis, dass sich der Komet vor seiner Annäherung an die Sonne auf einer elliptischen Bahn mit einer Exzentrizität von etwa 0,99983, einer Großen Halbachse von etwa 18.700 AE (Unsicherheit ±7,3 %) und einer Umlaufzeit von etwa 2,6 Mio. Jahren bewegte. Für die zukünftige Bahn bestimmte sie auch eine hyperbolische Charakteristik mit einer Exzentrizität von etwa 1,05373.